# نوتریا
نوتریا (به انگلیسی: Nutria) یا موش بیور (نام علمی: Myocastor coypus) جانوری از راستهٔ جوندگان است. این جونده گاه ممکن است با موش صحرایی بزرگ، یا سگ آبی کوچکی اشتباه گرفته شود. موش بیور دندان‌های نیش زردرنگ بزرگی دارد. نوتریا در اصل بومی آمریکای جنوبی است ولی اخیراً به آمریکای شمالی، اروپا، آسیا و آفریقا نیز برده شده‌است. این جانوران در لانه‌ای در کنار جریان آب زندگی می‌کنند و از گیاهان رودخانه‌ای تغذیه می‌کنند. نوتریا که از مزارع پرورش نوتریا در باکو گریخته بودند به‌طور کم در حوالی رود ارس بومی شدند.

## رده‌بندی
نوتریا برای نخستین بار در سال ۱۷۸۲ توسط خوان ایگناسیو مولینا با نام Mus coypus در سرده‌ی موش‌ها توصیف شد. در سال ۱۷۹۲، رابرت کر آن را در سرده‌ی Myocastor قرار داد. جفروی سن‌هیلر نیز، به‌صورت مستقل از کر، این گونه را با نام Myopotamus coypus نام‌گذاری کرد و گاهی با این نام نیز شناخته می‌شود.
زیرگونه‌ها
به‌طور کلی، چهار زیرگونه‌ی نوتریا شناخته شده‌اند:
M. c. bonariensis – شمال آرژانتین، بولیوی، پاراگوئه، اروگوئه و جنوب برزیل (ایالت‌های ریو گراند دو سول، سانتا کاتارینا، پارانا و سائوپائولو)
M. c. coypus – مرکز شیلی و بولیوی
M. c. melanops – جزیره‌ی چیلوئه
M. c. santacruzae – پاتاگونیا
زیرگونه‌ی M. c. bonariensis که در شمالی‌ترین (نیمه‌گرمسیری) محدوده‌ی زیستی نوتریا یافت می‌شود، به‌عنوان متداول‌ترین نوعی که به سایر قاره‌ها معرفی شده، شناخته می‌شود.

## تبارشناسی
بررسی و مقایسه‌ی توالی‌های DNA و پروتئین نشان داده است که سرده‌ی Myocastor (نوتریا) گروه خواهری سرده‌ی Callistomys (موش درختی رنگین) است.
این دو تاکسون از نظر تکاملی با سایر سرده‌های متعلق به تبار Myocastorini نیز دارای قرابت هستند. از یک سو، آن‌ها با سرده‌های Proechimys و Hoplomys (موش‌های زره‌دار) و از سوی دیگر با سرده‌ی Thrichomys ارتباط دارند.

## ظاهر

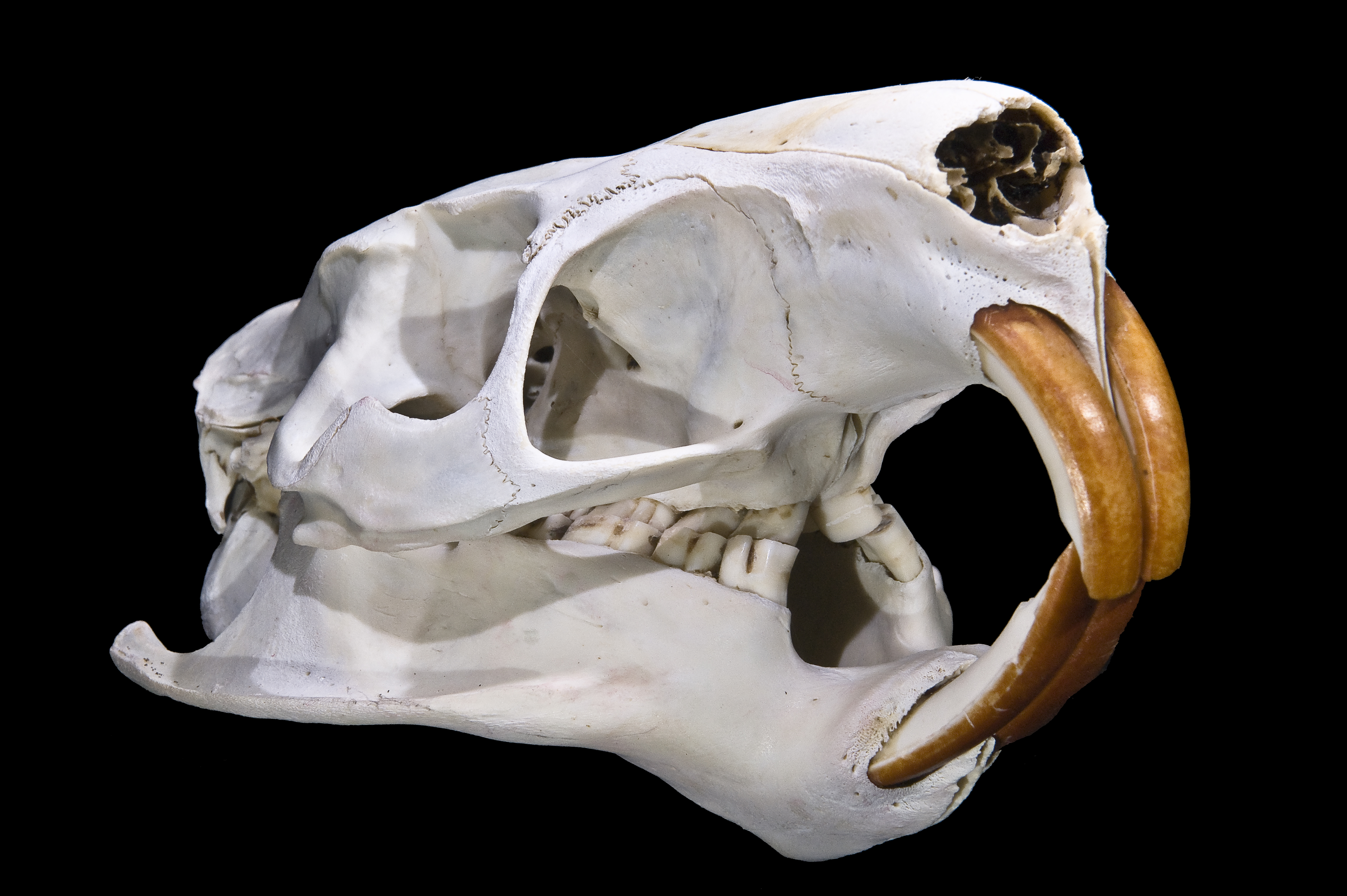
جمجمه نوتریا

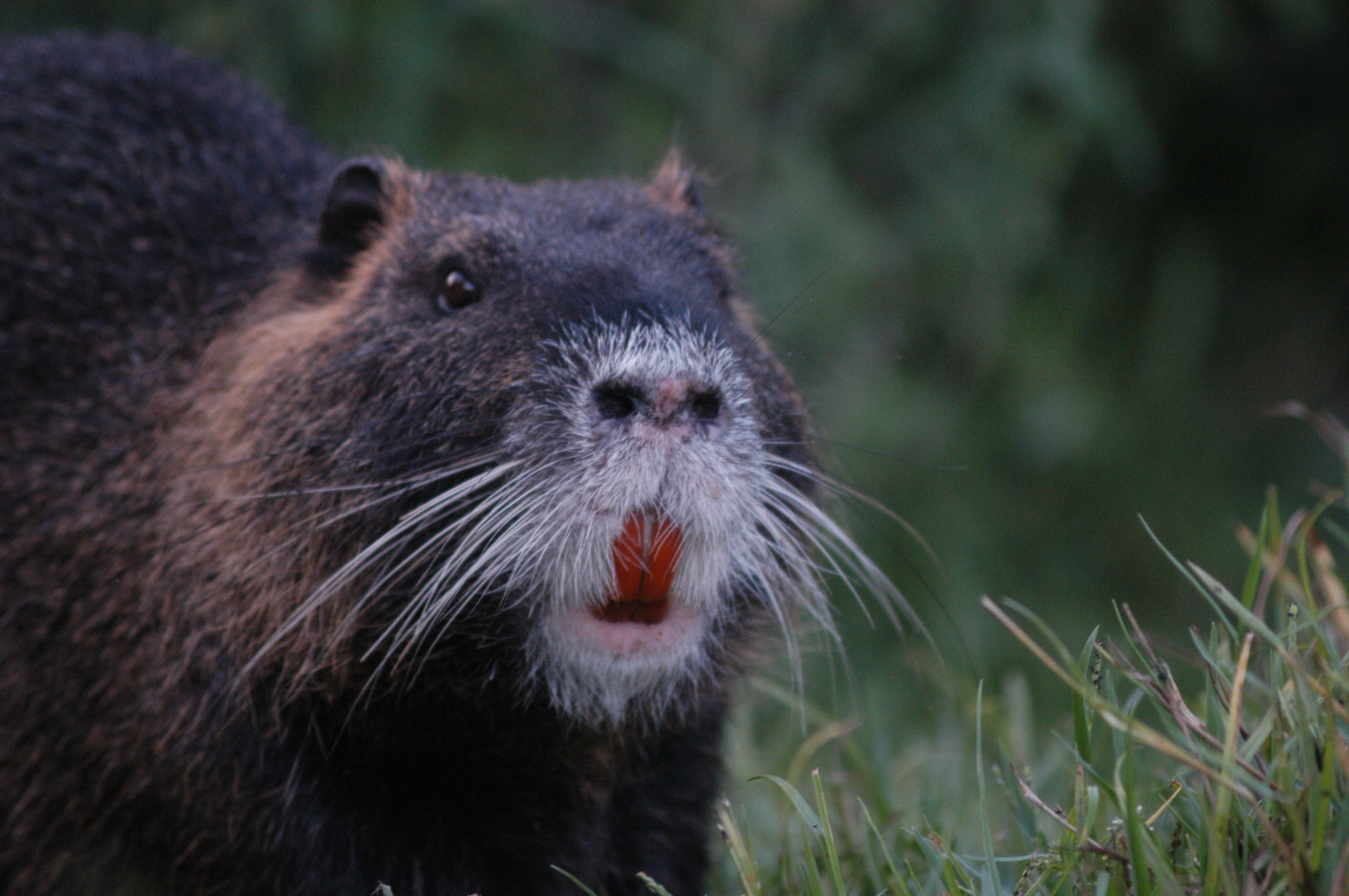
دندان‌های نیش زرد بزرگ این موش اسراییلی به خوبی نمایان است

نوتریا جونده‌ای بزرگ‌جثه با بدنی استوانه‌ای شکل، سری نسبتاً بزرگ و دمی بلند و بدون مو است. پوشش بدن آن از دو لایه تشکیل شده است: یک لایه‌ی زیرین نرم و متراکم برای حفظ گرما و یک لایه‌ی رویی ضخیم‌تر و زبر که خاصیت آب‌گریزی دارد.
ویژگی‌های ظاهری نوتریا شامل:
اندازه: طول بدن بین ۴۰ تا ۶۰ سانتی‌متر، به‌علاوه‌ی دم ۲۵ تا ۴۵ سانتی‌متری
وزن: معمولاً بین ۵ تا ۱۰ کیلوگرم، اما در مواردی به بیش از ۱۷ کیلوگرم نیز می‌رسد
رنگ: قهوه‌ای مایل به زرد تا قهوه‌ای تیره
چشم و گوش: کوچک و در بالای سر قرار گرفته‌اند تا هنگام شنا کردن در آب قابل استفاده باشند
دندان‌های پیشین: نارنجی روشن و بسیار قوی، که برای جویدن گیاهان و ریشه‌ها مناسب هستند
پاها: پاهای جلویی کوچک و برای گرفتن غذا مناسب‌اند، درحالی‌که پاهای عقبی بزرگ‌تر و پرده‌دار هستند و به شنا کردن کمک می‌کنند
ویژگی‌های فیزیکی نوتریا باعث شده است که این جانور در محیط‌های آبی بسیار کارآمد باشد، اما در خشکی نیز قادر به حرکت سریع و حفاری تونل است.

## سبک زندگی

### طول عمر
نوتریاها در اسارت می‌توانند تا ۶ سال عمر کنند، اما در طبیعت معمولاً بیش از ۳ سال زنده نمی‌مانند.
طبق یک مطالعه، ۸۰٪ نوتریاها در سال اول زندگی می‌میرند و کمتر از ۱۵٪ از جمعیت وحشی بیش از ۳ سال عمر می‌کنند.
نوتریا در ۴ سالگی به سن پیری می‌رسد.
تولیدمثل

### بلوغ جنسی:
نرها: از ۴ ماهگی
ماده‌ها: از ۳ ماهگی (اما ممکن است تا ۹ ماهگی طول بکشد)
دوره‌ی بارداری: ۱۳۰ روز
تعداد توله‌ها در هر زایمان: بین ۱ تا ۱۳ توله (میانگین ۴ توله)

### تعداد زایمان‌ها:
۲ بار در سال به‌طور معمول
ماده‌ها می‌توانند در طول زندگی خود حداکثر ۶ بار و به‌ندرت ۷ بار زایمان کنند.
الگوی زادآوری معمولاً به این صورت است: سال اول تعداد توله‌ها زیاد، سال دوم کمتر، و سال سوم دوباره بیشتر می‌شود.
مراقبت از نوزادان
ماده‌های نوتریا لانه‌های مخصوص زایمان را با علف‌ها و نی‌های نرم می‌پوشانند.
نوزادان با مو و چشمان باز متولد می‌شوند و ظرف چند ساعت توانایی شنا کردن و تغذیه از گیاهان را دارند.

### دوره‌ی شیردهی: ۷ تا ۸ هفته
ماده‌ی نوتریا می‌تواند یک روز پس از زایمان، مجدداً باردار شود و در صورت مناسب بودن شرایط، تا ۳ بار در سال زایمان کند.
رفتار و عادات زندگی
قلمروطلبی و رفتار تهاجمی
نوتریاها می‌توانند قلمروطلب و تهاجمی باشند.
در صورت به دام افتادن یا تهدید شدن، به انسان و سگ‌ها حمله کرده و گاز می‌گیرند.

### الگوی فعالیت
عمدتاً شب‌زی (نیمه‌شب فعال‌ترین زمان آن‌هاست) و هنگام گرگ‌ومیش (سپیده‌دم و غروب) بیشترین فعالیت را دارند.
در شرایط کمبود غذا، ممکن است در طول روز نیز به جستجوی غذا بپردازند.
در صورت فراوانی غذا، بیشتر روز را به استراحت و نظافت سپری می‌کنند.

## زیستگاه و پراکندگی

### زیستگاه طبیعی
نوتریا بومی مناطق نیمه‌گرمسیری و معتدل آمریکای جنوبی است و محدوده‌ی طبیعی پراکندگی آن شامل کشورهای زیر می‌شود:
شیلی
آرژانتین
اروگوئه
پاراگوئه
جنوب برزیل و بولیوی

### پراکندگی جهانی و مهاجرت

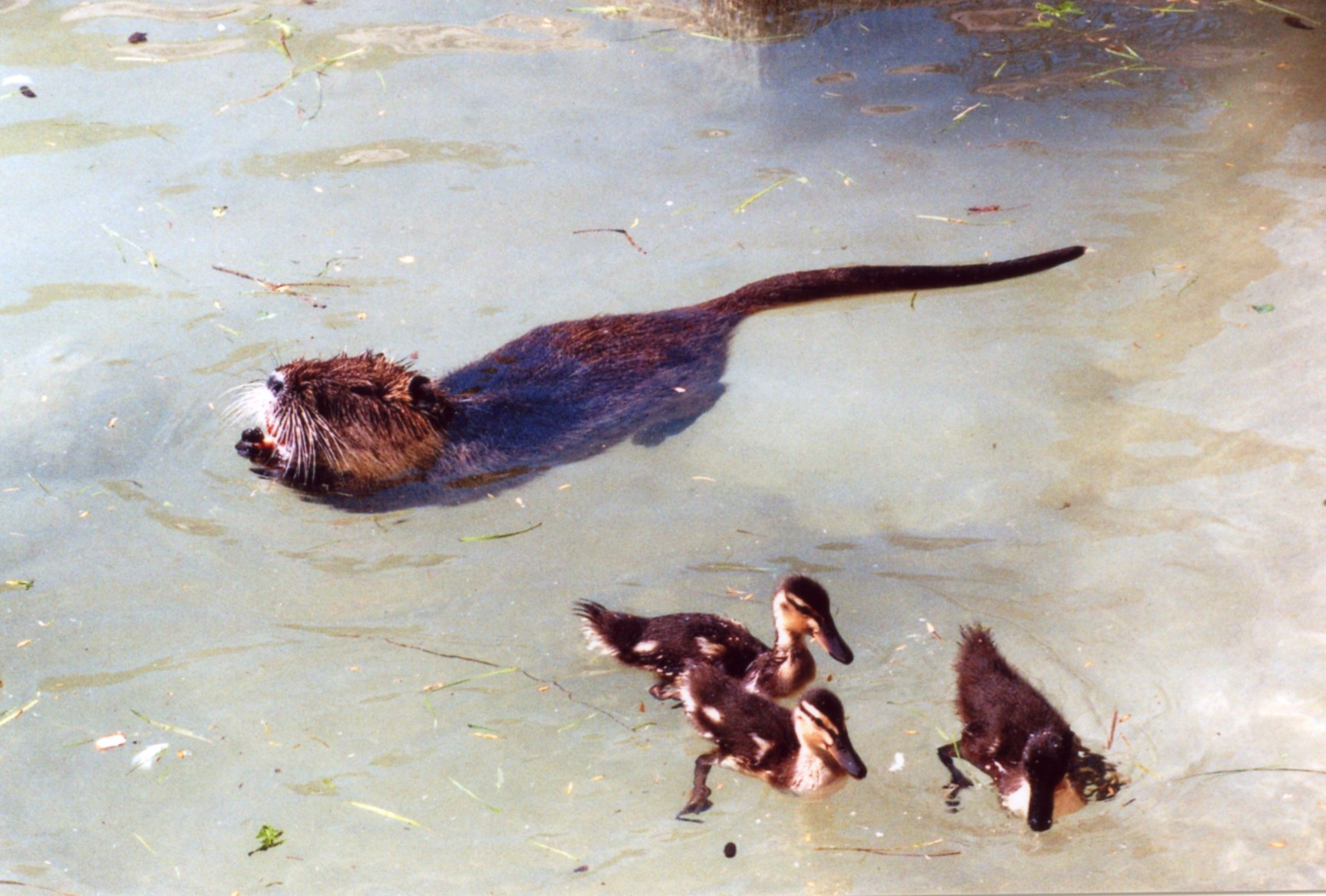
نوتریا در حال شنا

نوتریا از طریق پرورش برای صنعت خز به آمریکای شمالی، اروپا و آسیا معرفی شد. با این حال، دامنه‌ی پراکندگی آن در مناطق غیر بومی بسته به شدت زمستان‌ها تغییر می‌کند:
در زمستان‌های سرد، جمعیت آن‌ها کاهش یافته یا به طور محلی منقرض می‌شود. (مانند کشورهای اسکاندیناوی و ایالت‌های آیداهو، مونتانا و نبراسکا در دهه‌ی ۱۹۸۰)
در زمستان‌های معتدل، دامنه‌ی پراکندگی آن‌ها گسترش می‌یابد. به عنوان مثال، در سال‌های اخیر، گسترش آن‌ها در واشنگتن، اورگن و دلاور مشاهده شده است.
ورود به آمریکا و کنترل جمعیت
اولین ورود: سال ۱۸۹۹ در ایالت کالیفرنیا توسط ویلیام فرانکلین فریکس
سال ۲۰۲۴: نوتریا به منطقه‌ی خلیج سان‌فرانسیسکو گسترش یافته و باعث آسیب به سدهای طوفانی شده است. برنامه‌های ریشه‌کنی توسط اداره‌ی حیات وحش کالیفرنیا در حال اجرا هستند.
ورود به لوئیزیانا: اوایل دهه‌ی ۱۹۳۰ برای صنعت خز
افزایش جمعیت: در ابتدا توسط شکارچیان کنترل می‌شد، اما در اوایل دهه‌ی ۱۹۴۰، یک طوفان شدید باعث تخریب حصارها و فرار نوتریاها به تالاب‌های لوئیزیانا شد.
گسترش به مناطق دیگر: در سال ۱۹۴۱، برخی از نوتریاها از پورت آرتور، تگزاس به رودخانه‌ی میسیسیپی منتقل شدند. همان سال، یک طوفان دیگر موجب گسترش بیشتر آن‌ها شد.
این ویژگی‌ها باعث شده که نوتریا در برخی مناطق به یک گونه‌ی مهاجم و تهدیدکننده برای اکوسیستم تبدیل شود.

## نوتریا در ایران
در دوران شوروی اینگونه در شوروی برای مقاصد اقتصادی و استفاده از پوست تکثیر میشد و به مرور زمان تعدادی از این گونه از محل های نگهداری فرار کردند و در طبیعت پخش شدند.

گزارش های معتبری از زندگی این گونه در ساحل رود ارس در ایران موجود است

## نگارخانه

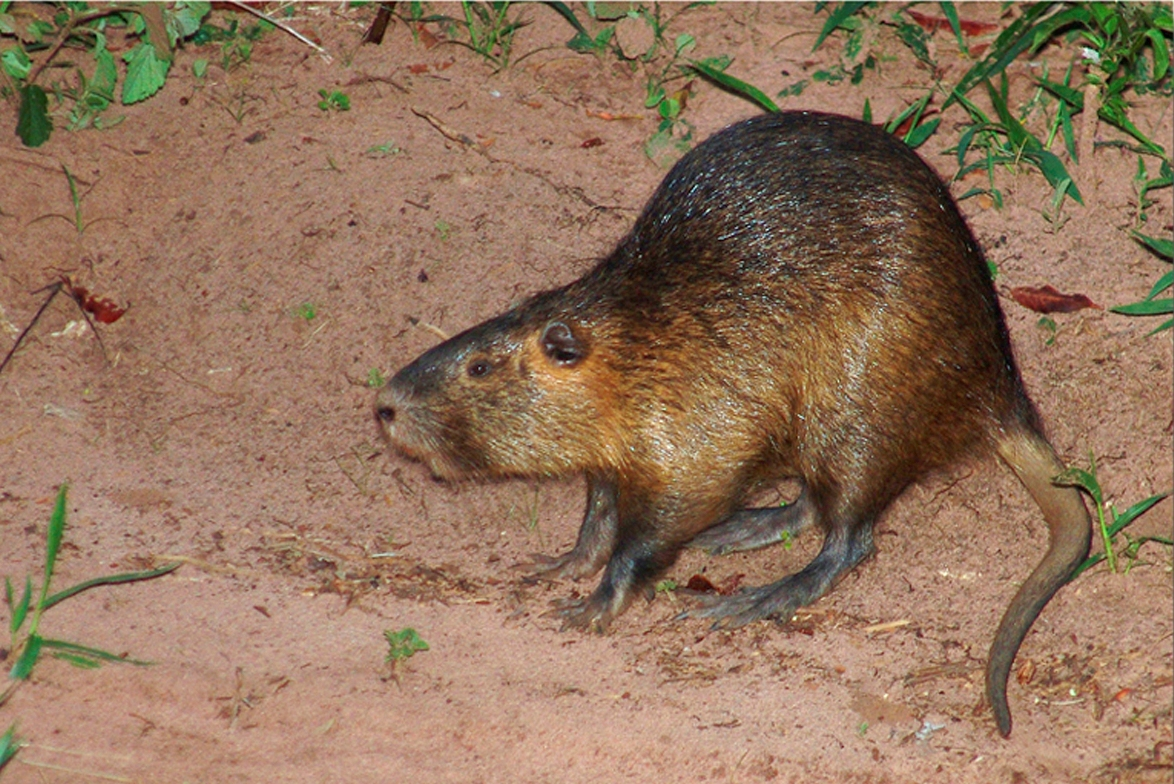
نوتریا در برزیل
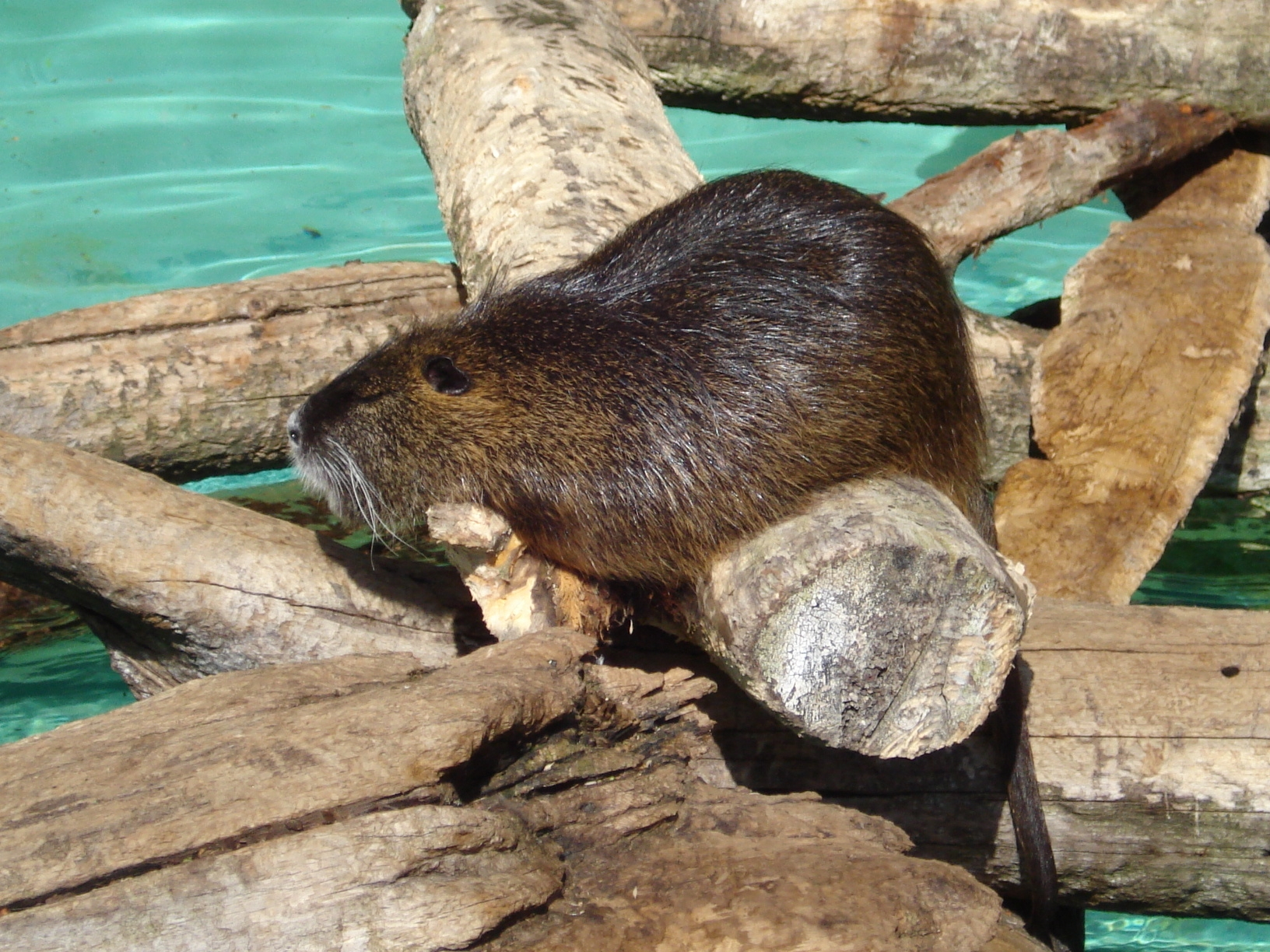
نوتریادر باغ وحش کرواسی
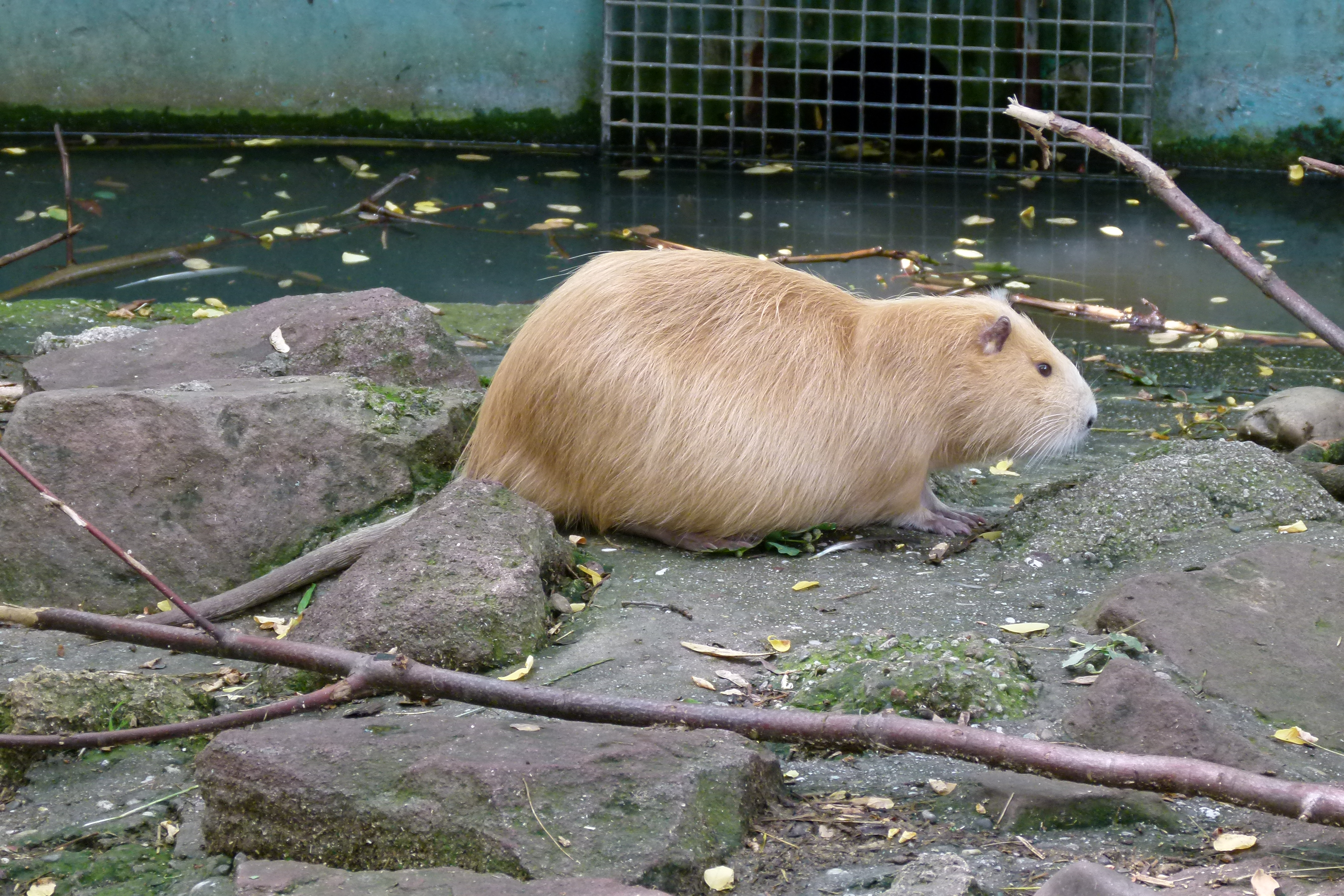
نوتریا در باغ وحش آلمان